# Volcán Bárcena

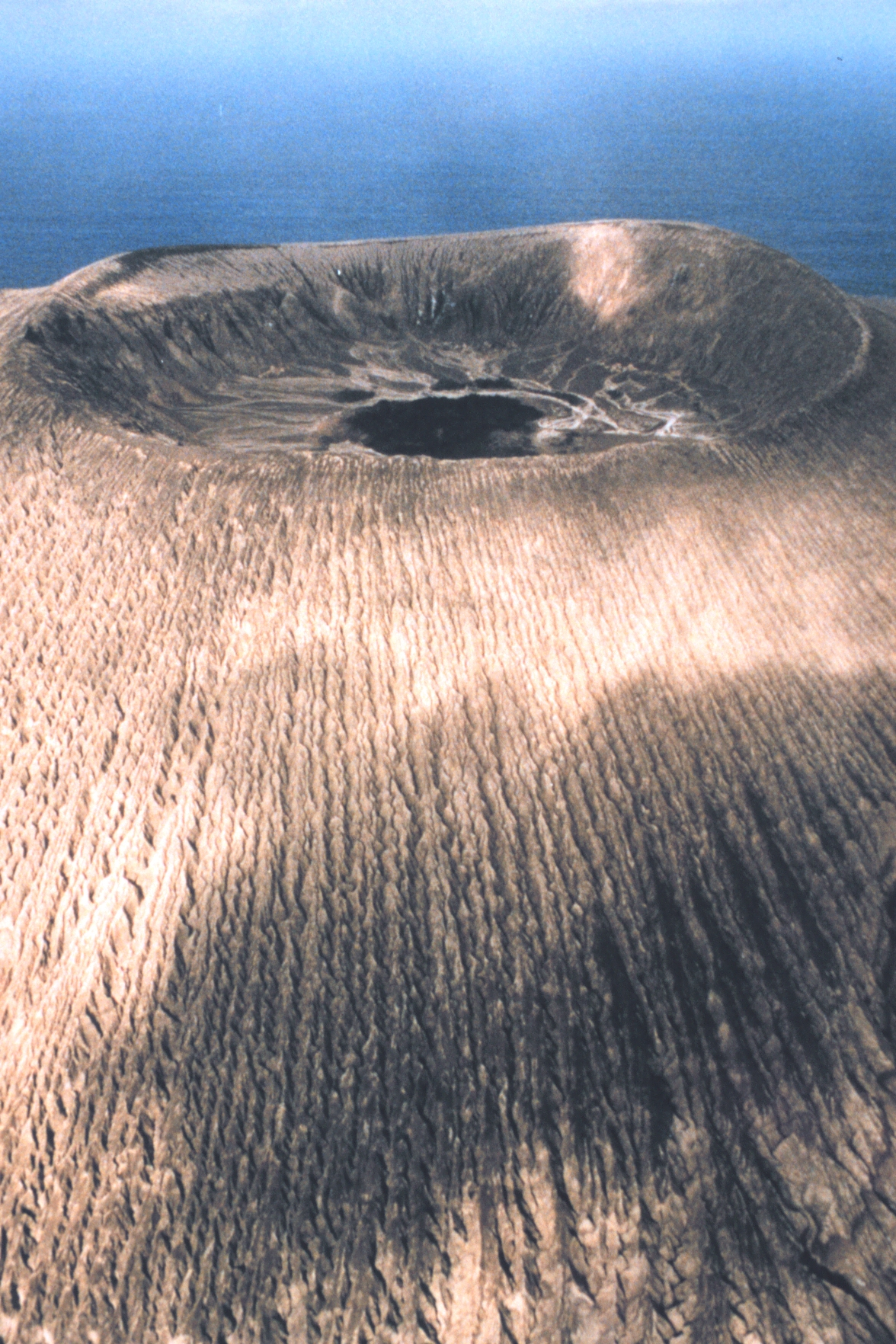
Kráter

Volcán Bárcena (nebo jen Bárcena) je menší sypaný kužel na jižním okraji ostrova San Benedicto v Tichém oceánu, který vznikl během série erupcí v letech 1952 až 1953. Je to nejmladší vulkanická struktura na ostrově. Erupce začala v srpnu 1952 mohutnou explozí, při níž bylo vyvržených asi 2,8 km³ lávy a 27 km³ tefry a pyroklastik. Erupce skončila 24. února 1953.